# Союз-5
Союз-5 — пілотований космічний корабель серії «Союз». Під час польоту здійснено перше стикування двох космічних кораблів — активного Союз-4 і пасивного Союз-5. Космонавти Єлісеєв і Хрунов перейшли з Союза-5 в Союз-4 під час виходу у відкритий космос.

## Екіпаж

### Стартовий
- Основний:

Командир Волинов Борис Валентинович

Бортінженер Єлісеєв Олексій Станіславович

Інженер-дослідник Хрунов Євген Васильович
- Дублерний:

Командир Філіпченко Анатолій Васильович

Бортінженер Кубасов Валерій Миколайович

Інженер-дослідник Горбатко Віктор Васильович
- Резервний:

Командир Куклін Анатолій Петрович

Бортінженер Волков Владислав Миколайович

Інженер-дослідник Колодін Петро Іванович

### Посадковий
Командир Волинов Борис Валентинович

## Політ
15 січня о 07:04:57 UTC на 17му оберті КК Союз-4 з космодрому Байконур запущено КК Союз-5 з трьома космонавтами на борту: Волинов, Єлісеєв, Хрунов
16 січня о 08:20 UTC кораблі Союз-4 на 34му і Союз-5 на 18му оберті зістикувались. Це було перше стикування двох пілотованих кораблів. Стикувальний вузол активного корабля Союз-4 мав штир, а стикувальний вузол пасивного корабля Союз-5 мав конус. Після стикування агентство ТАРС оголосило що вперше на орбіті створено експериментальну космічну станцію з чотирма космонавтами на борту.
16 січня о 10:55 UTC на 19му оберті КК Союз-5 і 35му КК Союз-4 космонавти Єлісеєв і Хрунов почали вихід у відкритий космос для переходу з КК Союз-5 в КК Союз-4. Вперше у відкритому космосі перебувало одночасно двоє осіб. Перехід здійснено як елемент підготовки до планованого польоту на Місяць. Радянське телебачення транслювало перехід космонавтів Хрунова і Єлісеєва наживо. Космонавти використовували скафандри «Яструб», командир корабля Борис Волинов допоміг одягти скафандри, перевірив системи життєзабезпечення і комунікацій скафандрів. Потім Волинов повернувся в спусковий відсік і закрив люк між орбітальним і спусковим відсіками. На той час корабель «Союз» не мав перехідного люка у верхній частині орбітального відсіку, тому при переході орбітальний відсік «Союза» використовувався як шлюзова камера. Після розгерметизації орбітального відсіку першим у відкритий космос вийшов Євген Хрунов. У цей час зістиковані кораблі перебували над Південною Америкою і не мали радіоконтакту з центром управління в СРСР. Вихід Єлісеєва відбувався над територією СРСР з радіоконтактом з Землею. Єлісеєв закрив за собою люк орбітального відсіку Союза-5. Хрунов і Єлісеєв перейшли в орбітальний відсік корабля Союз-4.
16 січня об 11:48 на 20му оберті КК Союз 5 і 36му КК Союз-4 космонавти Єлісеєв і Хрунов закінчили вихід у відкритий космос загальною тривалістю 53 хвилини, з них 37 хвилин у відкритому космосі. Орбітальний відсік корабля «Союз-4» наповнено повітрям, командир Союза-4 Владимир Шаталов допоміг космонавтам Хрунову і Єлісеєву зняти скафандри. Хрунов і Єлісеєв передали Шаталову листи, телеграми і газети, надруковані після старту Шаталова в космос.
Кораблі були зістиковані 4 години 35 хвилин.
16 січня о 12:55 UTC кораблі Союз-4 і Союз-5 розстикувались.
Союз-5 приземлився 18 січня о 07:59:12 UTC з космонавтом Волиновим за 200 км на південний захід від міста Кустанай
При спуску з орбіти не спрацював піропатрон відокремлення спускового апарата (СА), орбітального відсіку (ОВ) і агрегатного відсіку (АВ), спуск відбувся по нештатній балістичній траєкторії з великою швидкістю, перегрівом СА і неочікуваним перевантаженням. СА відокремився від ОВ і АВ лише після перегорання сталевих стрічок, які тримали відсіки разом. Внаслідок такого спуску система м'якої посадки також спрацювала нештатно і Волинов отримав травми.